# Casanova farebbe così!
Casanova farebbe così! è un film del 1942 diretto da Carlo Ludovico Bragaglia.
Il soggetto utilizzato dal film è Casanova farebbe così, commedia teatrale scritta nel 1940 da Armando Curcio e Peppino De Filippo che ha curato la sceneggiatura con il regista e che figura tra gli interpreti principali.
Il film è stato distribuito nel circuito cinematografico italiano il 5 dicembre 1942,. Inaspettatamente, alcune copie del film sono state distribuite anche negli USA col titolo di After Casanova's Fashion.

## Trama
Don Agostino è un uomo molto noto in paese, per via della sua fama da don Giovanni. Un giorno scommette coi suoi amici di riuscire a passare una notte con Maria Grazia, moglie di don Ferdinando, suo debitore oltreché marito geloso.
Don Agostino prepara così uno stratagemma: fa allontanare subito don Ferdinando dal paese con un pretesto; dopodiché si intrufola in casa sua sfruttandone l'assenza. Per farsi aprire da Maria Grazia, don Agostino dice di essere inseguito dalla polizia dato che ha appena assassinato un uomo.
Gli amici di don Agostino, nascosti nel bosco che circonda la casa, considerano ormai vinta la scommessa, dato che l'uomo è entrato in casa; purtroppo per lui ritorna don Ferdinando.
I due sono dapprima perplessi, ciascuno per la presenza dell'altro, ma dopo un po' iniziano le spiegazioni: don Agostino si giustifica con la medesima storia raccontata a Maria Grazia, e convince don Ferdinando a mantenere il silenzio su tutto annullando i debiti che l'uomo ha con lui.
Alla fine la verità viene fuori, e don Agostino, diventato oggetto di scherno da parte di tutti i paesani, è costretto ad abbandonare il paese.